# Xylomelum occidentale
Xylomelum occidentale är en tvåhjärtbladig växtart som beskrevs av Robert Brown. Xylomelum occidentale ingår i släktet Xylomelum och familjen Proteaceae. Inga underarter finns listade i Catalogue of Life.